# Supré
Supré ist eine australische Fast-Fashion-Handelskette, die seit 2013 der Cotton On Group gehört und deren Zielgruppe vor allem weibliche Teenager sind.
Das Unternehmen wurde 1984 von Helen und Hans van der Meulen gegründet. Es erzielte im Geschäftsjahr 2011/12 knapp 220 Mio. A$ Umsatz, machte aber mehrere Jahre lang Verluste. Im Oktober 2013 verkaufte die Gründerfamilie das Unternehmen für eine nicht genannte Summe an die Cotton On Group. Zu diesem Zeitpunkt betrieb Supré 157 Geschäfte in Australien und Neuseeland. Der Sitz der Unternehmens wurde von Marrickville, einem Vorort von Sydney, zu Cotton On nach Geelong verlegt. Neue Geschäftsführerin wurde Elle Roseby, die vorher CEO bei Sportsgirl war. Sie strukturierte das Unternehmen um, viele Filialen wurden geschlossen. 2016 expandierte Supré nach Südafrika. Sowohl die Filialen in Neuseeland als auch die in Südafrika wurden bis 2020 aufgegeben. 2021 betrieb Supré 60 eigene Geschäfte in Australien.
Supré ist auf eine junge, weibliche Kundschaft im Teenageralter ausgerichtet. Den Höhepunkt ihrer Popularität erlebte die Kette in den 1990er- und 2000er-Jahren mit günstigen Trendartikeln wie Tube-Tops und provokativ bedruckten T-Shirts. Eine Kommentatorin nannte Supré rückblickend einen „Gipfel der 2000er-Fast-Fashion“ (peak 2000s fast fashion).